# Lambula agraphia
Lambula agraphia — вид метеликів родини Ведмедиці (Arctiidae). Вид поширений в Новій Гвінеї